# ماهش

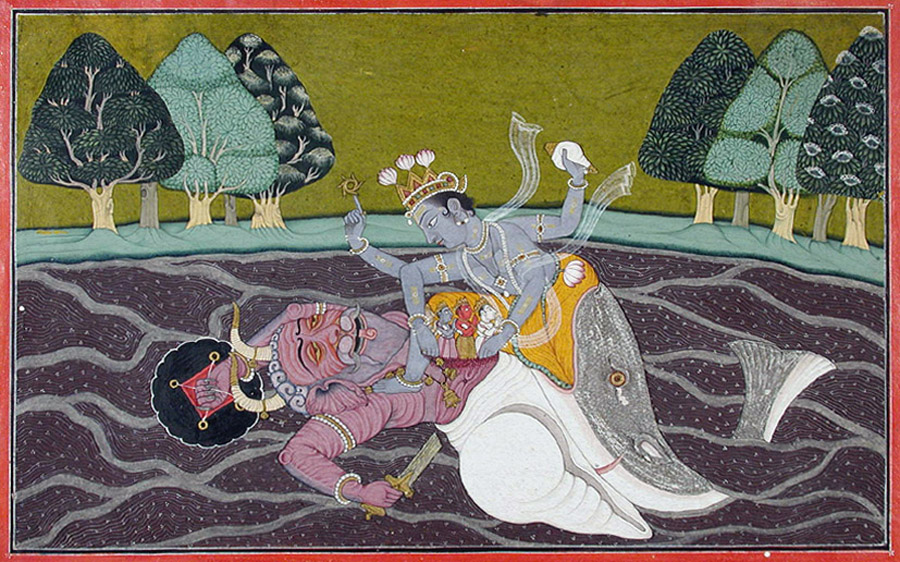
ماهِش در تصویرگری برای برگردان‌های اساطیر هندو به فارسی نقش زیادی داشت.

ماهش یا ماهِس از نقاشان مینیاتور اهل هند بود که در تألیف و مصور کردن کتب خطی کارگاه امپراتوری اکبرشاه کمک کرده‌است. او را از صاحب‌سبکان و نمودهای جریان اصلی نگارگری گورکانی در دههٔ ۱۵۸۰ می‌دانند. مشخصه کارهای وی چهره‌های پویا، رنگ‌های روشن و ترکیباتی است که در آن‌ها فضای تصویر مسطح است و سه‌بعدی‌گرایی ناچیزی وجود دارد. نام وی در لیستی از ۱۷ نقاش برجسته دوران اکبر، که در آیین اکبری آمده، وجود دارد.
چندین نقاشی در نسخه‌های خطی قدیمی به او نسبت داده شده‌است که در طوطی نامه و حمزه‌نامه وجود دارد. با این حال، نخستین آثار مسلم وی که در آن‌ها نام ماهش ثبت شده، در داراب‌نامه است. او نقش مهمی در تصویرگری نسخه‌های خطی برگردان دو حماسه بزرگ هندو به فارسی داشت؛ ترجمه مهابهاراتا به عنوان رزم‌نامه در ۱۵۸۶ و رامیانا، حدود ۱۵۹۱–۲. او همچنین یکی از نقاشان دیوان انوری بود که در آن ۱۵ مینیاتوریست از بهترین هنرمندان اکبر حضور یافتند.
ماهش در اواخر زندگی حرفه‌ای خود به طرح‌های پی‌رنگ اولیه کارگاه، حتی اگر مسیر نقاشی آن در حال تغییر بود، اعتماد می‌کرد. چهره‌هایی که او می‌کشید دارای ریش‌های نوک تیز، چشمان خالی و حالت بدنی محدود هستند که تمایل به نشان دادن احساسات با ابروهای خمیده یا دهان وامانده دارند. ماهش در تألیف نسخ خطی فاخر آثار شعری فارسی که به سفارش اکبر در دهه ۱۵۹۰ تهیه شده بود، سهمی نداشت؛ در عوض وی به پروژه‌های کم اعتبار دیگری مانند بابر نامهدعوت شد و در انوار سهیلی در حدود سال ۱۵۹۶–۷ نقاشی‌هایی از او دیده می‌شود. دو نقاش پرکار گورکانی، مسکین و عاصی، پسران ماهش بودند و احتمالاً آموزش‌های اولیه خود را از او دیده‌اند.